# 日高真也
日高 真也（ひだか しんや、1921年 - 2002年8月1日）は、日本の脚本家。京都市出身。
サンケイスポーツ記者時代から脚本を手掛けた。特に、市川崑監督作品の脚本執筆で知られ、市川との共同ペンネーム“久里子亭”名義で脚本を執筆した。また、市川演出のテレビドラマでは“鴨三七”のペンネームも使用した。
2002年8月1日、肺炎のため死去、81歳。

## 主な作品
☆は市川崑監督作品。
※は久里子亭名義。

### 映画
- 犬神家の一族（1976年）☆
- 獄門島（1977年）☆※
- 女王蜂（1978年）☆※
- 病院坂の首縊りの家（1979年）☆※
- 古都（1980年）☆
- 幸福（1981年）☆
- 細雪（1983年）☆
- きみは風のように（1984年）
- おはん（1984年）☆
- 子猫物語（1986年）構成
- 鹿鳴館（1986年）☆
- 映画女優（1987年）☆
- 竹取物語（1987年）☆
- つる -鶴-（1988年）☆
- 天河伝説殺人事件（1991年）☆※
- 犬神家の一族（2006年）☆

### テレビドラマ
- 木枯し紋次郎（1972年・フジテレビ、第1シーズン・第2話、第3話、第5話）☆（第2話、第3話）、鴨三七名義
- 市川崑シリーズ・追跡（1973年・関西テレビ、第1話、第5話、第12話、第16話）☆（第1話）、鴨三七名義
- 御存知!鞍馬天狗（1989年1月4日・フジテレビ）☆
- 戦艦大和（1990年8月10日・フジテレビ）☆